# 84995 Zselic
A 84995 Zselic (ideiglenes jelöléssel 2003 YB108) a Naprendszer kisbolygóövében található aszteroida. Sárneczky Krisztián fedezte fel 2003. december 26-án.